# 480年代
| 千纪： | 1千纪                                                                                  |
| 世纪： | 4世纪 \| 5世纪 \| 6世纪                                                                |
| 年代： | 450年代 \| 460年代 \| 470年代 \| 480年代 \| 490年代 \| 500年代 \| 510年代              |
| 年份： | 480年 \| 481年 \| 482年 \| 483年 \| 484年 \| 485年 \| 486年 \| 487年 \| 488年 \| 489年 |

## 大事记
- 480年，北魏攻南齊壽陽，南齊汝南太守常元真以城降魏。
- 481年，沙門法秀在北魏首都平城起兵，兵敗被殺。
- 482年，齊武帝蕭賾嗣位。
- 483年，齊武帝诛杀散騎常侍荀伯玉、五兵尚書垣崇祖、車騎將軍張敬兒。
- 484年，北魏始給百官俸祿。
- 486年，法蘭克王國墨洛溫王朝建立。
- 488年，魏伐百濟。

## 出生
- 查士丁尼大帝（約483年5月11日－565年11月14日），是拜占庭皇帝。

## 逝世
- 齊高帝蕭道成（482年）